# Rossz PC Játékok Sorozat
A Rossz PC Játékok Sorozat (röviden RPCJS) egy magyar videósorozat volt, melyet freddyD készített. Fő profilja a gyenge minőségű számítógépes játékok sokszor trágár, humoros valamint gúnyos elemzése volt. A videók ingyenesen megtekinthetők különböző internetes videómegosztó oldalakon illetve a készítő blogján. A sorozat az amerikai Angry Video Game Nerdöt vette alapul stílusának.

## Történet

### A sorozat kezdete
A sorozat létrejöttét 2007. április 16-án, a készítő testvérének A mesterlövész című játéka indította el, amelyet kipróbálás céljából kapott kölcsön. Játék közben freddyD rengeteg humoros vagy bosszantó hibát fedezett fel, melyeket később rögzített is, hogy azokat testvérének megmutassa. Ám végül annyi jelenet gyűlt össze, hogy azokból egy teljes videót rakott össze, melyhez szóban fűzött kommentárt, majd a kész „elemzést” felrakta a YouTube-ra HrutkaPal felhasználónéven. A Mesterlövész videója után freddyD elhatározta, hogy egy saját videósorozatot készít rossz számítógépes játékokról, amihez április 22-én elindította saját blogját.

### A siker
Az első videót (A mesterlövész) alig két hét alatt több mint hatezren tekintették meg. A legnagyobb sikert a Big Rigs: Over the Road Racing-ről szóló elemzése hozta ebben az időszakban. Június 18-ig összesen több mint ötszázezren nézték meg a videóit, melynek mintegy „viszonzására” hirdetett egy nyereményjátékot.
2007. október 1-jén a fix.tv azóta megszűnt műsora, a Level up foglalkozott a bloggal és a videósorozattal, ami révén ismertsége tovább nőtt. A sorozat sikerének hatására egyre több magyar YouTube-felhasználó kipróbálta magát játékbemutatással, melyre reagálva november elején freddyD és egyik felhasználótársa, Athemil létrehozta a Rossz PC Juniorok blogot, melyben ezeket a videókat gyűjtik össze. November 22-én a PC Guru játékmagazin melléklet DVD-je tartalmazta freddyD 16 perces videóját a Football Generation-ről, amely négy nappal később két részben felkerült a YouTube-ra.
2008. április 6-án egy Hatred felhasználónevű cracker feltörte freddyD blogját, YouTube-os és Gmailes fiókját, aki pár óráig tartó egyezkedés után végül visszaadta azokat.

### YouTube-ról Indavideóra
2008. július 7-én a YouTube freddyD HrutkaPal nevű profilját és vele minden videóját bármiféle előzetes jelzés nélkül jogsértésre hivatkozva törölte. Erre reagálva alig egy hónap alatt feltöltötte összes korábbi videóját az Indavideó videómegosztó oldalra jatekpartizan felhasználónéven majd készített egy új YouTube-profilt ugyanezzel a felhasználónévvel, ahová már csak az új videói előzeteseit tölti fel.
2008. október 4-én ismét szerepelt a blog a Level Up műsorának utolsó adásában, majd 2009. február 5-én, első alkalommal az Index bulvármagazinjában, a Velvet.hu-n foglalkozott egy cikk a Lula 3D című erotikus kalandjátékról készített videójával. Az Origo egy 2008-as karácsonyi ajándékvásárlásról szóló cikkében említi a blogot, olvasóinak azt javasolva, hogy a blog által kivesézett játékokat kerüljék. FreddyD 2010 januárjában nyereményjátékot szervezett a rajongóknak, melyben egy videót kellett újraszinkronizálni.
2010. október 15-étől legújabb bemutatói az Indavideó mellett a YouTube-ra is felkerülnek.

### A sorozat vége
2011. február 7-én jelent meg a Country Justice-ról készült videója, melynek a végén bejelentette a sorozat befejezését. Az aznap megjelent búcsúbeszédében részletezte, hogy miért hagyta abba a sorozatot, ezután pedig több összefoglaló bejegyzést is publikált, többek közt a sorozatkészítéssel kapcsolatos érdekességekről és a 10 legemlékezetesebbnek gondolt történésről készített összefoglalót. A sorozat a 4. évad összevágott jeleneteivel búcsúzott február 16-án (mivel az első videó április 16-án jelent meg).
2014. február 25-én a 100.000 követő alkalmából készített videónál bejelentette, hogy készít egy új részt.

## A sorozat hatása
A Rossz PC Játékok Sorozat közvetlen hatására több rendszeres néző és rajongó is saját videósorozatba kezdett, függetlenül a már korábban megemlített Rossz PC Juniorok oldaltól. A legismertebb ezek közül a videósorozatok közül a Game Over játékbemutató sorozat, amelyet egy Reactor fedőnevű ember indított el 2007-ben. Ez a sorozat az idő múlásával akkora népszerűségre tett szert, hogy a YouTube kommentjeiben már-már a Rossz PC Játékok sorozattal kezdték egy lapon emlegetni. Jelenleg a Game Over sorozat dicsekedhet a legtöbb elkészült videóval, amelyek között található jó játék, kevésbé jó játék és kifejezetten rossz játék is.[forrás?]
A Rossz PC Játékok Sorozat sikereire válaszul sok ember önálló projektbe kezdett, az első ilyen utánzó RedlyDaniel volt. Az eredeti sorozat törzsközönsége ezek egy részét látványosnak és színvonalasnak értékelte, míg a gyengébbnek ítélt szerzőket a „kopizó” illetve a „kopis” néven kezdték emlegetni.

## A sorozat részei

### 1. évad
| #  | Videó címe                            | Hossz | Megjelenés        | Megjegyzések |
| -- | ------------------------------------- | ----- | ----------------- | --- |
| 1  | A mesterlövész                        | 7:24  | 2007. április 16. | A mesterlövész az első játék, amelyet freddyD bemutatott, egyben ez a játék ihlette meg őt a sorozat elkészítésére. Ezt a részt a későbbiekben a negyedik résszel összevágva Mesterlövész (1. rész) címmel töltötte fel az Indavideóra. YouTube-ra a IV., V., IV 1/2. és a IV 3/4., valamint a Mesterlövész újratöltve epizódokkal egybevágva lett újrafeltöltve 2012-ben. |
| 2  | A mesterlövész II.                    | 1:52  | 2007. április 17. | FreddyD elakad az egyik pályán, amit a játék hibájának fog fel. YouTube-ra a III. résszel együtt Két rég elfelejtődött Mesterlövész videó címmel lett újrafeltöltve. |
| 3  | Wanted Guns                           | 9:49  | 2007. április 19. | Az első „Ezt vedd meg!” sorozatból származó játék. Ebben a részben voltak először felvételek a lakásából. |
| 4  | Ski Park Manager                      | 7:27  | 2007. április 28. | Bemutatott játék: Ski Park Manager 2003 Az első, és egyben utolsó stratégiai játék, amelyben síparadicsomot kell kialakítani. |
| 5  | Barbie Super Model                    | 9:16  | 2007. május 5.    | Az első lányoknak készült játék. |
| 6  | 3D World Boxing                       | 9:02  | 2007. május 6.    | Az első bokszolós játék. |
| 7  | A mesterlövész III.                   | 2:14  | 2007. május 6.    | FreddyD beismeri tévedését és továbbhalad a játékban. |
| 8  | The Flintstones: Dino Lost in Bedrock | 7:11  | 2007. május 8.    | A Frédi és Béni című amerikai rajzfilmsorozat alapján készült játék. |
| 9  | A mesterlövész IV.                    | 5:19  | 2007. május 11.   | |
| 10 | Big Rigs: Over the Road Racing        | 8:55  | 2007. május 18.   | A sorozat egyik legnépszerűbb videója, köszönhetően annak, hogy a Big Rigs: Over the Road Racing feltűnően silány minőségű videójáték, például a fizika legtöbb törvénye nem valósul meg benne, illetve nem tartalmaz semmiféle hanghatást vagy zenét. |
| 11 | Home Alone 2.                         | 6:03  | 2007. május 20.   | A Reszkessetek, betörők! 2. alapján készült játék. Az első filmről készített játék, amit freddyD bemutatott. |
| 12 | A mesterlövész V.                     | 4:35  | 2007. május 23.   | A játék befejezése. A IV 1/2., és a IV 3/4. résszel összevágva került feltöltésre később Mesterlövész (2. rész) címmel az Indavideóra. |
| 13 | Red Baron                             | 7:04  | 2007. május 27.   | Bemutatott játékok: Roter Baron III – Herrscher der Lüfte, Wings of Honour: The Battles of the Red Baron Két első világháborús repülőgép-szimulátor egy videóban. A Wings of Honour az első City Interactive-os játék, amit freddyD bemutatott. |
| 14 | Custer's Revenge                      | 3:31  | 2007. május 28.   | Az első bemutatott játék, amely nem PC-re készült. |
| 15 | Heat – Episode 1 / I.                 | 9:03  | 2007. június 1.   | A játék valójában az ingyenes, nyílt forráskódú Cube újracsomagolt verziója. |
| 16 | A mesterlövész IV 1/2.                | 1:10  | 2007. június 4.   | |
| 17 | Heat – Episode 1 / II.                | 7:42  | 2007. június 5.   | A játékban szerepel a készítője, legalábbis ironikusan, a főellenség ugyanis egy ördöghöz hasonló szörnyeteg, a játékot pedig freddyD a sátán művének tartja. |
| 18 | Deathbringer                          | 7:20  | 2007. június 8.   | |
| 19 | A mesterlövész IV 3/4.                | 4:57  | 2007. június 13.  | |
| 20 | Deathbringer II.                      | 8:42  | 2007. június 15.  | |
| 21 | Eight Legged Freaks                   | 8:59  | 2007. június 27.  | Az egyetlen ingyenes játék, amit freddyD bemutatott, a Mérges pókok című film alapján készült. |
| 22 | Airborne Hero                         | 8:26  | 2007. július 3.   | Bemutatott játék: Airborne Hero: D-Day Frontline 1944 Egy szegényes játék a normandiai partraszállásról. |
| 23 | Metal                                 | 9:01  | 2007. július 9.   | Idigicon gyártmány. |
| 24 | Airborne Hero II.                     | 9:30  | 2007. július 13.  | A bemutató ezen részében láthatjuk a mesterlövészeket és az "órisái" (sic) tankcsatákat. |
| 25 | 1. évad Clip Show                     | 2:52  | 2007. július 15.  | Videóbevágások az 1. évadról. |

### 2. évad
| #  | Videó címe                         | Hossz | Megjelenés           | Megjegyzések |
| -- | ---------------------------------- | ----- | -------------------- | --- |
| 26 | Airborne Hero III.                 | 9:35  | 2007. augusztus 15.  | A játék befejezése és a freddyD által kitalált Dick Assman hőstörténete.                                                                      |
| 27 | Scooter Pro                        | 8:40  | 2007. augusztus 24.  | Professzionális rollerezés. |
| 28 | Az elveszett poén                  | 2:54  | 2007. augusztus 31.  | Bemutatott játék: Afrika sötét titkai A készítő számítógépén ez a játék nem működött, ezért csak ezt a rövid videót készítette hozzá.         |
| 29 | Amerika titkos hadműveletei        | 9:52  | 2007. szeptember 7.  | A legjobb játék, amivel a sorozaton belül játszott.                                                                                           |
| 30 | Dark Vampires – The Shadow of Dust | 8:18  | 2007. szeptember 18. | A Magyarországon forgalomba hozott változat helyben forgós játék, a német kiadásban mozogni is lehet, ahogy az később meg is jelent a blogon. |
| 31 | Xtreme Boarders                    | 9:38  | 2007. szeptember 26. | Az első olyan játék, aminek két neve van (a játék másik neve Precision Skateboarding).                                                        |
| 32 | Mortyr                             | 8:31  | 2007. október 16.    | A Mesterlövész fejlesztőinek másik játéka. Eredetileg két videó volt, utólag lett egybevágva.                                                 |
| 33 | Mortyr II.                         | 8:33  | 2007. október 26.    | A Mesterlövész fejlesztőinek másik játéka. Eredetileg két videó volt, utólag lett egybevágva.                                                 |
| 34 | Streets Racer                      | 9:24  | 2007. november 16.   | A hibás fordítás miatt a játék magát néhol eredeti lengyel címén, Maluch Racer-ként azonosítja.                                               |
| 35 | Football Generation I-II.          | 17:04 | 2007. november 22.   | Ez a videó a PC Guru egyik számának mellékletében jelent meg, november 26-án a YouTube-on is megjelent két részben.                           |
| 36 | Streets Racer II.                  | 5:27  | 2007. december 1.    | |
| 37 | The Heat of War I.                 | 8:47  | 2007. december 18.   | A legrosszabb City Interactive-os játék. Ez is a Battlestrike sorozatba tartozik Battlestrike: Iwo Jima néven.                                |
| 38 | Aztec Challenge                    | 8:54  | 2007. december 31.   | Szilveszteri különkiadás. Commodore 64-re jelent meg, freddyD életének egyik első játéka.                                                     |
| 39 | The Heat of War II.                | 9:17  | 2008. január 5.      | |
| 40 | Italian Job                        | 9:40  | 2008. január 24.     | Az olasz meló című filmből készült autós játék.                                                                                               |
| 41 | America’s 10 Most Wanted I.        | 9:38  | 2008. február 8.     | FreddyD ezt tartja a legkínosabb játéknak, amivel valaha játszott.                                                                            |
| 42 | America’s 10 Most Wanted II.       | 8:54  | 2008. február 13.    | |
| 43 | America's 10 Most Wanted III.      | 8:26  | 2008. február 13.    | |
| 43 | Football Generation III.           | 6:16  | 2008. február 29.    | A videó a március 2-án megjelent Kivágott jelenetek videóval összevágva lett feltöltve az Indavideóra Football Generation (2. rész) címmel.   |
| 44 | Akimbo (A kis kung-fu harcos)      | 8:32  | 2008. március 20.    | A kung-fu magasiskolája. Állítólag a játék szülők beavatkozásával készült.                                                                    |
| 45 | Power Surge                        | 8:57  | 2008. április 10.    | |
| 46 | Heavyweight Thunder                | 9:26  | 2008. május 18.      | |
| 47 | Frontline Berlin 1945              | 8:24  | 2008. június 16.     | 2010-ig az utolsó videó, ami eredetileg a YouTube-on jelent meg, a Dark Vampireshöz hasonlóan helyben forgós játék.                           |
| 48 | 2. évad Clip Show                  | 3:50  | 2008. július 31.     | Videóbevágások a 2. évadról. |

### 3. évad
| #  | Videó címe                              | Hossz | Megjelenés           | Megjegyzések |
| -- | --------------------------------------- | ----- | -------------------- | --- |
| 49 | Nina – Egy ügynök naplója               | 12:06 | 2008. augusztus 8.   | Az első bemutató videó, amely az Indavideón jelent meg. |
| 50 | Battlestrike – Harc a csodafegyverért   | 14:08 | 2008. augusztus 29.  | Egy újabb City Interactive-os FPS. Ez a játék a Heat of War előtt jelent meg, mégis szinte ugyanaz a játék.                                                                         |
| 51 | Marine Heavy Gunner – Vietnam           | 13:41 | 2008. szeptember 24. | FreddyD a videóban elmondta, hogy szerinte ez a legjobb City Interactive-os játék.                                                                                                  |
| 52 | LEGO Island                             | 12:11 | 2008. október 16.    | A játékot egy Visor és egy korponai nevű YouTube-felhasználóval együtt mutatta be.                                                                                                  |
| 53 | Terminator 3                            | 11:30 | 2008. november 6.    | Egy magyar játék a nagy sikerű mozifilmről. Arnold Schwarzenegger mindössze két mondatot ismétel a játékban.                                                                        |
| 54 | Alien Anarchy                           | 13:04 | 2008. december 4.    | A sorozat (eddigi) legrosszabb játéka. FreddyD a videóban azt feltételezi, hogy a kézikönyv legyártásába jóval nagyobb energiát fektettek, mint a játékba.                          |
| 55 | Szilveszteri különkiadás: 24 – The Game | 11:19 | 2008. december 31.   | Különkiadás: egy PlayStation 2-re készült játék. |
| 56 | Battlestrike: Győzelemre fel!           | 12:53 | 2009. január 12.     | Újabb City Interactive-os játék. |
| 57 | Lula 3D (1. rész)                       | 14:55 | 2009. február 2.     | Ez az első korhatáros bemutató (18+). |
| 58 | Lula 3D (2. rész)                       | 13:21 | 2009. március 4.     | Ez az első korhatáros bemutató (18+). |
| 59 | Pet Racer                               | 7:07  | 2009. március 20.    | Egy rendhagyó rész, ami az első évad videóihoz hasonlít. |
| 60 | Mortyr 2. rész                          | 14:27 | 2009. április 1.     | A blogon április elsejei tréfaként először egy tizenkét másodperces videó jelent meg.                                                                                               |
| 61 | Lula 3D (3. rész)                       | 13:39 | 2009. május 19.      | A befejező videója a Lula 3D játéknak. |
| 62 | War Train                               | 12:52 | 2009. június 5.      | II. világháborús játék, egy harci vonattal. Egy régi DOS-os játék felújított változata. Irreálisan nehéz játékmenet jellemzi (20 másodperc alatt 6 ellenséggel kellett megküzdenie) |
| 63 | Antikiller                              | 16:59 | 2009. június 30.     | Az azonos című film alapján készült TPS (Third Person Shooter) nem éppen a film legjobb játékadaptációja – bár valószínűsíthető, hogy az egyetlen.                                  |
| 64 | A meglepetés CD                         | 14:22 | 2009. július 23.     | Bemutatott játékok: Bug Mania, Trucker, Pizza Commander Ebben a videóban freddyD bemutatja, milyen játékokat kapott egy plusz meglepetés CD-n az Antikiller mellé.                  |
| 65 | Velocity Prologue                       | 7:25  | 2009. augusztus 14.  | Magyar fejlesztésű játék. Egy érdekes autóverseny Budapest utcáin. |
| 66 | Beach Soccer                            | 11:58 | 2009. augusztus 27.  | FreddyD szerint a legrosszabb, ugyanakkor legviccesebb focis játék. |
| 67 | 3. évad Clip Show                       | 3:45  | 2009. szeptember 7.  | Videóbevágások a 3. évadról. |

### 4. évad
| #  | Videó címe                | Hossz | Megjelenés           | Megjegyzések |
| -- | ------------------------- | ----- | -------------------- | --- |
| 68 | Mesterlövész újratöltve   | 14:04 | 2009. október 2.     | FreddyD úgy döntött, még egy utolsó videót készít a hibáktól hemzsegő játékról. Ebben a részben derül ki, hogy a játékban lehet repülni. |
| 69 | Winthorp's Mansion        | 12:13 | 2009. október 20.    | Halloweeni különkiadás, egy ismeretlen 2002-es ViperByte SDK-val készített horror-kalandjáték. Ocsmány grafikájú, logikátlan, és kicsit sem ijesztő. |
| 70 | Bus Driver                | 11:05 | 2009. november 18.   | Egy buszszimulátor, néhány idegesítő hibával. |
| 71 | Wolfschanze               | 15:18 | 2009. december 7.    | Egy újabb második világháborús játék, mely a Hitler elleni merényletet némileg feldolgozza. A Mortyr gyártóitól, ugyanaz az engine, néhány bugfix-szel, hasonló bugokkal. |
| 72 | Evel Knievel              | 9:10  | 2009. december 19.   | Az Xtreme Boarders gyártóinak egy másik játéka. |
| 73 | Who Shot Johnny Rock?     | 13:02 | 2010. január 2.      | Megkésett szilveszteri különkiadás. DVD-Video alapú játék, TV-n, távirányítóval játszható. |
| 74 | Downtown Challenge        | 6:59  | 2010. január 15.     | Egy furcsa kivitelezésű autós játék, igen szokatlan játékmóddal. (Ponttól pontig oda vissza.) |
| 75 | Traktor Racer             | 11:09 | 2010. február 5.     | A német Media Verlag Scheidegg játékgyártó cég autós játéka. FreddyD egyetlen nagy hibát szid leginkább, a fizika hiányát. |
| 76 | Chronicles of a Vampire   | 15:40 | 2010. február 23.    | Bemutatott játék: Chronicles of a Vampire Hunter (az utolsó szó lemaradt a borítóról) A vámpíros játék játékmenete és komikus szereplői mellett a címe is hiányos. |
| 77 | Moonwalker                | 11:58 | 2010. március 19.    | Bemutatott játék: Michael Jackson's Moonwalker A '80-as évek végén a Moonwalker című film alapján készült játék az elemzés szerint szinte végigjátszhatatlan. |
| 78 | Arcade Boxing             | 10:52 | 2010. április 7.     | Ingyenesen is elérhető, Boxer's Story néven. |
| 79 | Bikini Karate Babes       | 9:33  | 2010. május 2.       | A Bikini Karate Babes a valóságból felvett, a játékba áthelyezett bikinis lányokat helyez előtérbe. A játékosnak ezekkel a karakterekkel kell verekedni egy az egy elleni küzdelmekben. |
| 80 | Ringriker (1. rész)       | 13:50 | 2010. június 12.     | A Sikersorozat kiadásban is megjelent játék, idegesítő hangeffektek és logikátlan, irreálisan nehéz játékmenet jellemzi. |
| 81 | Ringriker (2. rész)       | 10:54 | 2010. június 13.     | A Sikersorozat kiadásban is megjelent játék, idegesítő hangeffektek és logikátlan, irreálisan nehéz játékmenet jellemzi. |
| 82 | Marine Sharpshooter 3     | 14:52 | 2010. július 11.     | A City Interactive játéka, nagyobb hibái közé tartozik a halott testek furcsa rángatózása és a monoton, idővel unalmassá váló játékmenet. |
| 83 | Mars Taxi                 | 14:18 | 2010. augusztus 18.  | Bemutatott játék: Mars Taxi, Inc. (az "Inc." nem szerepel a borítón) A Mars bolygón kell egy taxist alakítania a játékosnak. Nehézkes irányítás és elmaradott grafika jellemzi. Szintén Idigicon gyártmány, mint a Metal.                                                                                      |
| 84 | DMZ North Korea           | 15:14 | 2010. szeptember 11. | Észak-Koreában játszódó katonai lövöldözős játék, melyet szintén a City Interactive fejlesztett és a Marine Sharpshooter 3-ban fellelhető hibák többsége itt is megjelenik. FreddyD még a megjelenés napján feltöltött egy másfél perces kiegészítő videót a bemutatóhoz.                                      |
| 85 | Stalin Subway 2 (1. rész) | 13:26 | 2010. október 15.    | Oroszországban játszódó, aránytalanul nehéz lövöldözős játék. |
| 86 | Stalin Subway 2 (2. rész) | 7:47  | 2010. október 17.    | Oroszországban játszódó, aránytalanul nehéz lövöldözős játék. |
| 87 | Sniper – Art of Victory   | 14:18 | 2010. november 18.   | Ismét a City Interactive egy játékának bemutatása. A fejlesztőcsapat az előző játékaikban megtalálható hibák és hiányosságok többségét javította, azonban ebben a játékban is sok logikátlan elem található, különösen a nem-játékos-karakterek mesterséges intelligenciája nem megfelelő a játék élvezetéhez. |
| 88 | Miami Vice                | 14:43 | 2010. december 7.    | A Miami Vice című sorozatból készített játék. |
| 89 | Dark Apes                 | 13:09 | 2010. december 31.   | A Dark Vampires készítőinek új játéka. |
| 90 | Country Justice           | 25:58 | 2011. február 7.     | A sorozat utolsó része, és az addigi leghosszabb Rossz PC Játékok Sorozat-videó. |
| 91 | 4. évad Clip Show         | 4:18  | 2011. február 16.    | Videóbevágások a 4. évadról. |

### Visszatérések
| #  | Videó címe        | Hossz         | Megjelenés       | Megjegyzések |
| -- | ----------------- | ------------- | ---------------- | --- |
| 92 | Nyári különkiadás | 34:56 (össz.) | 2011. július 31. | Bemutatott játékok: Stealth Force 2, Underground Fighting, Ardennen Offensive, Who Shot Johnny Rock? Egy Lalee nevű videóssal közösen készített különkiadás, 3 részben feltöltve. |
| 93 | Cold War          | 28:12         | 2017. június 10. | A sorozat egyszeri visszatérése. Egy 2005-ben készült TPS játék kerül bemutatásra, ami a korhoz képest eléggé visszamaradott megoldásokkal spórol az animációkon.                 |

## Külső hivatkozások
- Hivatalos blog
- Rossz PC Játékok Sorozat az Internet Movie Database oldalon (angolul)